# Jindřich Václav Alexander
Jindřich Václav Alexander v matrice narozených Jindřich Antonín (17. ledna 1867 Praha-Hradčany – 2. prosince 1941 Praha-Vršovice) byl český spisovatel, nakladatel a redaktor.

## Životopis
Rodiče Jindřicha byli Václav Alexander majitel domu v Praze a Marie Alexandrová-Prokopová, svatbu měli 16. 1. 1863. Oženil se 10. 6. 1895 s Annou Adamcovou (1875–1931). Měli tři dcery: Jiřinu Štorkovou, Miladu Fořtovou (1900–1987) a Ludmilu Jiroutovou (1901–1972).
Jindřich byl sokolským a vojenským spisovatelem, autorem textů o slovanských jazycích. Používal pseudonymy: Alex Alexius, J. V. Hradčanský, Alex Brojnický, J. Strahovský, J. Loretánský.
Věnoval se sokolské činnosti, roku 1895 byl náčelníkem župy plzeňské. Byl nakladatelem, zakladatelem a dlouholetým redaktorem časopisu Zvěsti. (Česko-ruský list věnovaný veřejnému životu, obchodu, umění a písemnictví.) V Praze XIII bydlel na adrese Vršovice 601.

## Dílo

### Spisy
- Návod k ruskému čtení – Praha: vlastním nákladem [v. n.], 1900?
- Slávský jazyk: studie – Praha-Vršovice: v. n., 1900?
- Čeští důstojníci jako umělci – Praha: v. n., 1901
- Prvá ruská lístková čítanka – Praha: v. n., 1901?
- O ruském jazyku – Praha: v. n., 1902
- Slovanské dny v Záhřebě – Praha: v. n., 1905?
- Bulharština – Praha: v. n., 1908
- Srbština – Praha: v. n., 1908
- The truth about Egypt – London: Cassell and Co., 1911
- Průkopník slovanství v armádě rakouské – Praha: v. n., 1913
- O Žižkovu – Praha-Vršovice: v. n., 1920–1922
- Z toku života – Praha-Vršovice: Zvěsti, 1927

### Jiné
- Malí Sokolové: dárek veškeré mužské mládeži české – upravil. Praha-Žižkov: v. n.
- Amor: ilustrovaná sbírka četby pikantně zábavní – pořádal a vydával. Praha: v. n., 1892–1893
- Anthologie tělocviku: sbírka výroků a posudku lékařů, státníků filosofů, různých dob a národů o tělocviku – sebral. Praha: v. n., 1896
- Památník vydaný k oslavě padesátiletého panování Jeho Veličenstva císaře a krále Františka Josefa I., jakož i dvěstěletého trvání Pražského 28. pěšího pluku Humberta I., krále italského – za přispění čelných uměleckých závodů a spolupracovníků upravil. Praha: 1898
- Památník Sokola Žižkovského k oslavě dvacetiletého trvání – redigoval. Praha: Sokol Žižkov, 1891
- Erinnerung an den siebzigsten Geburtstag Seiner Majestät des Kaisers Franz Josef I. – unter Mitwirkung zahlreicher Mitarbeiter herausgegeben. Prag: v. n., 1901
- Krása i síla: Sbírka obrazů z přírody i ze života. I – řídil. Praha: v. n., 1901
- Pod praporem 28. pluku: sbírka vojenských povídek, humoresek, črt a kreseb – za přispění Rudolfa Jaroslava Kronbauera ... pořádal. Praha: Alois Hynek, 1901–1925
- Zdar IV. sletu Sokolstva slovanského 1901 – upravil. Praha: v. n., 1901
- Prvá ruská čítanka pro český lid – upravil. Praha: v. n., 1902–1903
- Ilustrované cizojazyčné zábavné romány, povídky a humoresky – redigoval. Praha: 1903
- Krasopisná předloha ruského psacího písma – upravil. Praha: v. n., 1904
- Pervyj russkij putevoditel’ po Čechii, Moravii i drugim avstrijskim slavjanskim zemljam – izdanije I. V. Alexandra; perevel’ s češskago A. A. Ergart. Praga, Moskva: 1904/1905
- Nejhlavnější slova ze slovanské mše pravoslavné sv. Jana Zlatoústého: každému Čechu úplně srozumitelné: písmem latinským – upravil. Praha: Zvěsti, 1904
- Dr. Richard Baťka proti největšímu pěvci Wagnerovskému Karlu Burianovi – vydal. Praha: Dresen: Berlin: Hamburg: v. n., 1906
- Chorvatská čítanka – za příčinou výpravy na slávský jih upravil J. V. Alexander; přehlédl Stanislav Markovič. Praha: Springer, 1906
- Azbuka – upravil. Praha: 1913
- Novi pravopis československi – 1929, pod jménem J. V. Hradčanski – utopické dílko, jehož nosnou myšlenkou bylo vytvoření jednotného pravopisu česko-slovensko-lužicko-srbsko-slovinsko-chorvatského
- Kapitánova dcerka – A. S. Puškin; z ruské předlohy přeložil Josef Kopta; třinácti dřevoryty opatřil Václav Fiala, [typografická úprava, vazba a obálka jsou provedeny podle návrhů J. V. Alexandra]. Praha: Evropský literární klub, 1937
- Vlastní silou!: nástin života Jana Kolátora, českého člověka, který nevyhrál, nezdědil, ale vlastní houževnatostí dobyl si zámožnosti – dle jeho vypravování upravil. Praha: v. n., 1938